# Gen-ethischer Informationsdienst
Der Gen-ethische Informationsdienst (GID) ist ein zweimonatlich in Berlin erscheinendes Magazin, das aus einer ethischen Perspektive kritisch über Entwicklungen der Gen- und Fortpflanzungstechnologie berichtet. Herausgeber ist seit 1986 der Verein Gen-ethisches Netzwerk e. V. (GeN). Das Magazin ist Kooperationspartner des Internetportals Linksnet.
Ein langjähriger Mitarbeiter und Autor des Informationsdienstes war bis 1990 der Soziologe Bernhard Gill.